# Living in the Present Future
Living in the Present Future è il secondo album del cantautore svedese Eagle-Eye Cherry, pubblicato nel 2000.

## Registrazione
Nel 1999 Rick Rubin si offre di produrre il nuovo album di Cherry, il quale però non ha ancora nuovo materiale da registrare; questi allora, affittato un loft a New York, comincia a lavorare ai nuovi pezzi con l'aiuto di Chris Watkins dei Preacher Boys. In seguito si sposta allo Studio Magic Shop dove registra altri sei brani, tra i quali Are You Still Having Fun (che sarà il primo singolo estratto) e il duetto con la sorella Neneh Long Way Around. Infine termina il lavoro con la supervisione di Adam Kviman ai Decibel Studio di Stoccolma, dove già il padre aveva in passato inciso. Il disco che ne esce ha un sound simile al precedente ma con qualche accenno rock.

## Tracce
1. Been Here Once Before – 3:48 (Cherry, Klas Ahlund)
2. Are You Still Having Fun? – 3:11
3. One Good Reason – 3:26 (Cherry, Christopher Watkins)
4. Promises Made – 3:36 (Cherry, Watkins)
5. Burning Up – 5:02
6. Together – 5:30 (Cherry, Torrell)
7. Long Way Around featuring Neneh Cherry – 3:28 (Cherry, Watkins)
8. Lonely Days (Miles Away) – 3:59
9. First to Fall – 3:57
10. Miss Fortune – 3:47
11. She Didn't Believe – 3:41 (Cherry, Watkins)
12. Shades of Gray – 3:22 (Cherry, Watkins, Eric Schermerhorn)
13. Wishing It Was – 4:17 (Cherry, John King, Mike Simpson, M. Nishita)

## Ristampa
Nel 2001 l'album venne ristampato con il titolo Present/Future. In questa versione le tracce First to Fall, Miss Fortune e She Didn't Believe vengono rimpiazzate da Feels So Right, Crashing Down e Never Let You Down, il tutto in un ordine diverso.

### Tracce della versione ristampata
1. Been Here Once Before – 3:48 (Cherry, Klas Ahlund)
2. Are You Still Having Fun? – 3:11
3. One Good Reason – 3:26 (Cherry, Christopher Watkins)
4. Promises Made – 3:36 (Cherry, Watkins)
5. Feels So Right – 4:20 (Cherry, Watkins, Mattias Torrell)
6. Crashing Down – 5:21 (Cherry, Watkins)
7. Long Way Around featuring Neneh Cherry – 3:28 (Cherry, Watkins)
8. Lonely Days (Miles Away) – 3:59
9. Together – 5:30 (Cherry, Torrell)
10. Burning Up – 5:02
11. Shades of Gray – 3:22 (Cherry, Watkins, Eric Schermerhorn)
12. Never Let You Down – 5:45
13. Wishing It Was – 4:17 (Cherry, John King, Mike Simpson, M. Nishita)

## Crediti
- Eagle-Eye Cherry: voce, tastiere, piano
- Mats Asplen: Fender Rhodes, organo, moog
- Patrick Warren: chamberlin
- Klas Ahlund, Eric Schermerhorn, Mattias Torrell, Christopher Watkins: chitarra acustica ed elettrica
- Olav Gustaffson: pedal steel guitar
- Spencer Campbell, Peter Fors, Benny Rietveld: basso
- Jim Bogios, Rodney Holmes, Magnus Persson: batteria
- Dominic Keyes, Karl Perazzo, Raul Rekow: percussioni
- Per "Texas" Johansson: sassofono
- Goran Kajfes: tromba